# Jaroslav Sadílek (režisér)
Jaroslav Sadílek (25. února 1906 Královo Pole – 16. března 1943 Věznice Plötzensee) byl český herec, libretista, básník, divadelní režisér, dirigent, hudební skladatel a odbojář z období druhé světové války popravený nacisty.

## Život
Jaroslav Sadílek se narodil 25. února 1906 v Králově Poli u Brna v rodině strojníka Františka Sadílka a Marie, rozené Petrželkové. Byl členem královopolského Sokola. Studium ukončil v roce 1927 na dramatickém oboru brněnské konzervatoře. Již v té době byl angažován ve Slovenském národním divadle, kde působil do roku 1930. Poté se přesunul do Prahy, kde účinkoval jako operetní mladokomik v Divadle na Vinohradech, režisér v Malé operetě a Unitarii, působil též v Novém Divadle a to až do zatčení gestapem v březnu 1941. Skládal hudbu, psal libreta (opereta Čechy krásné, Čechy mé), dirigoval, psal básně. Objevoval se v malých filmových rolích, jeho první byla v roce 1935 v nezdařilém díle Výkřik do Sibiřské noci. Z významnějších filmů, kde se objevil, lze jmenovat roli nezaměstnaného v díle Svět patří nám, Helenina manžela v Přítelkyni pana ministra nebo číšníka v Kristiánovi. Naposledy si zahrál postavu jídlonoše ve filmu Rukavička, který měl premiéru v době jeho zatčení. Po německé okupaci v březnu 1939 vstoupil do protinacistického odboje, angažoval se v organizaci Petiční výbor Věrni zůstaneme. Za svou činnost byl 1. října 1942 lidovým soudem odsouzen k trestu smrti a 16. března 1943 popraven gilotinou v berlínské věznici Plötzensee. V roce 1947 byla z jeho odkazu sestavena básnická sbírka Samotný poutník: básně z vězení.

## Rodina
Strýcem Jaroslava Sadílka byl hudební skladatel a pedagog Vilém Petrželka.